# Bezděkov (okres Rokycany)
Bezděkov (katastrální území Bezděkov u Radnic, německy Besdiekau bei Bschas) je obec v okrese Rokycany v Plzeňském kraji. Leží devět kilometrů severně od Rokycan a necelé čtyři kilometry jižně od Radnic. Žije v ní 163 obyvatel.

## Název
Název je odvozen z osobního jména Bezděk, název tedy znamená bezděkovský soud.

## Historie
První písemná zmínka o obci pochází z roku 1234.

## Obyvatelstvo
| Rok            | 1869 | 1880 | 1890 | 1900 | 1910 | 1921 | 1930 | 1950 | 1961 | 1970 | 1980 | 1991 | 2001 | 2011 | 2021 |
| -------------- | ---- | ---- | ---- | ---- | ---- | ---- | ---- | ---- | ---- | ---- | ---- | ---- | ---- | ---- | ---- |
| Počet obyvatel | 272  | 313  | 305  | 291  | 275  | 240  | 239  | 164  | 171  | 146  | 109  | 94   | 92   | 121  | 144  |
| Počet domů     | 29   | 35   | 37   | 38   | 40   | 40   | 44   | 46   | 45   | 44   | 37   | 47   | 48   | 51   | 58   |

## Obecní správa a politika
Mezi lety 1869–1950 Bezděkov byl obcí v okrese Hořovice (1869–1890) a později v okrese Rokycany. V letech 1961–1990 patřil jako část obce k Přívěticím a od 24. listopadu 1990 je opět samostatnou obcí.

### Obecní symboly
Znak a vlajka byly obci uděleny rozhodnutím předsedy Poslanecké sněmovny Parlamentu České republiky dne 10. září 2020.

### Politika
V letech 2010–2014 byl starostou Vojtěch Sedláček, od roku 2014 funkci vykonává Josef Král.

## Doprava
V obci je zastávka vlaku na trati č. 176 Chrást u Plzně – Radnice a zastávka autobusů do Rokycan, Radnic a dalších.

## Galerie

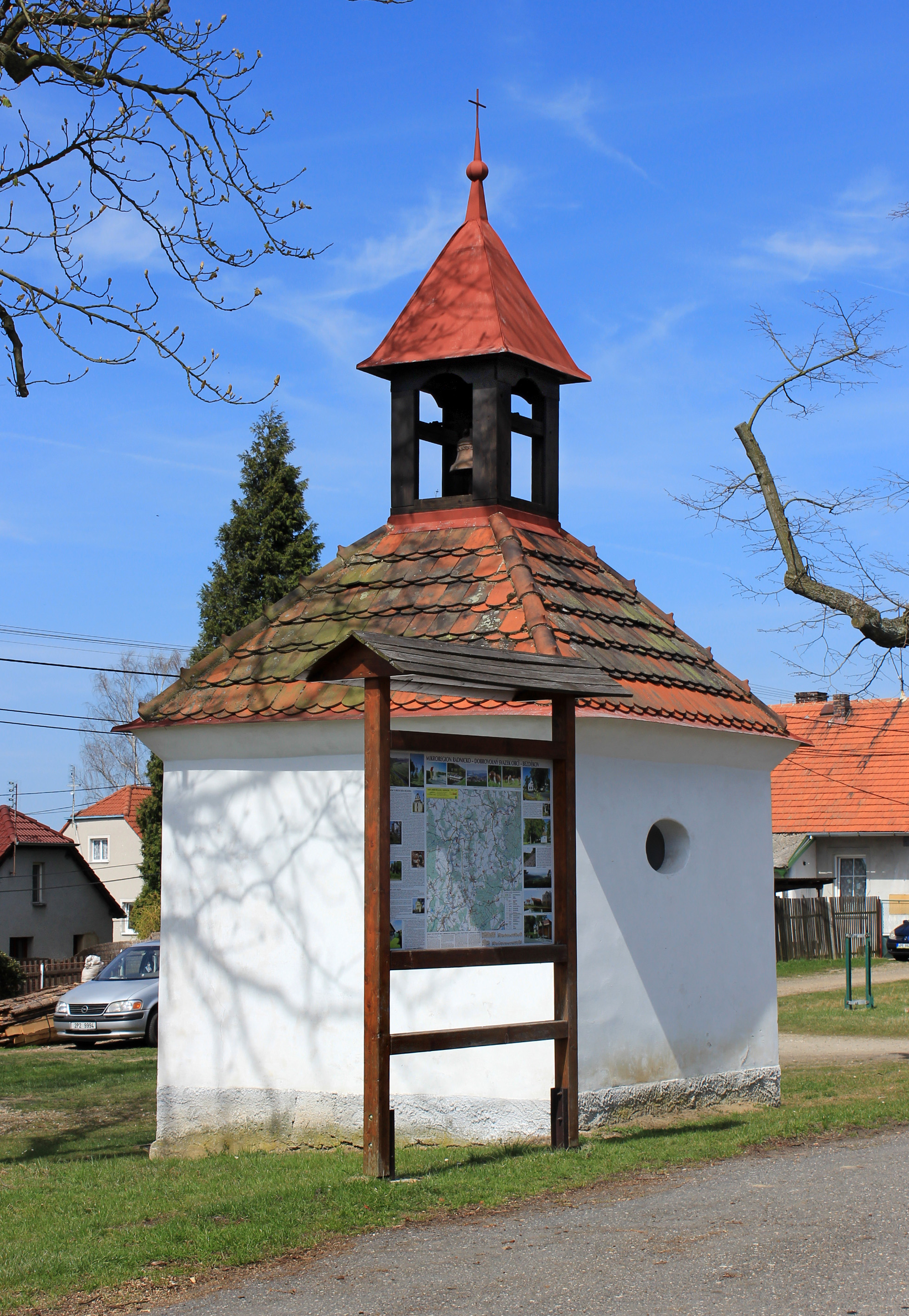
Kaple na návsi
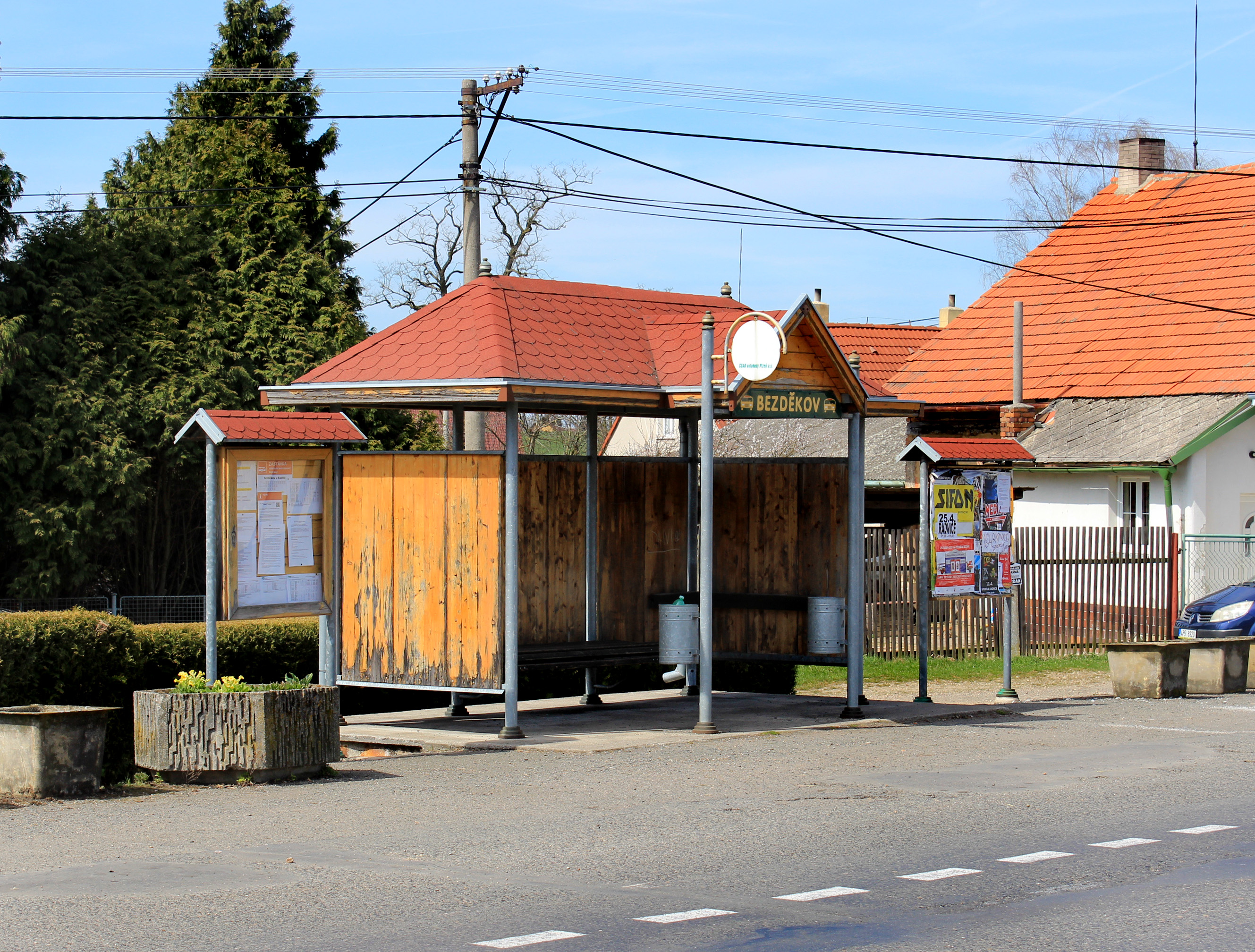
Zastávka
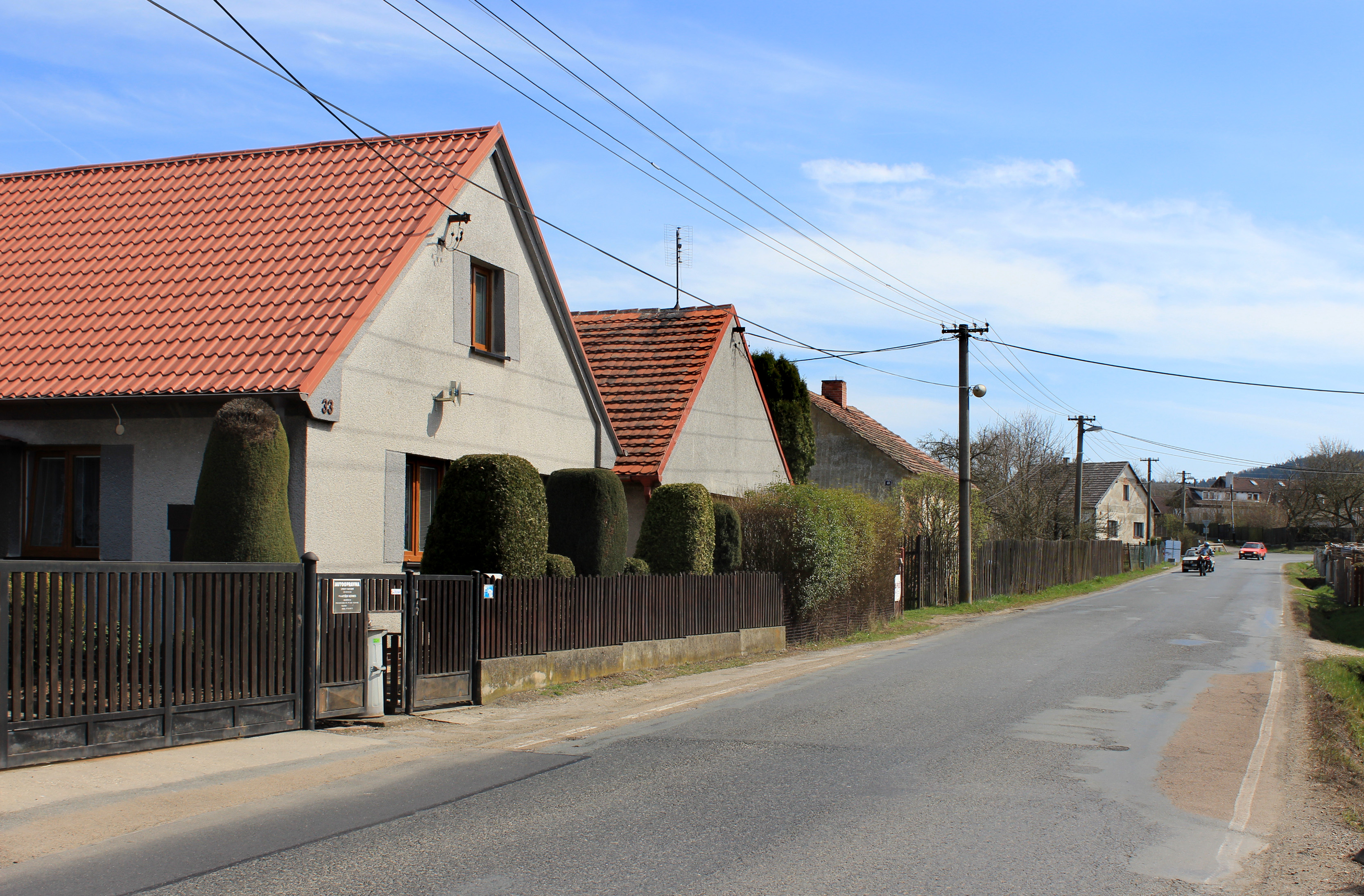
Silnice č. 232
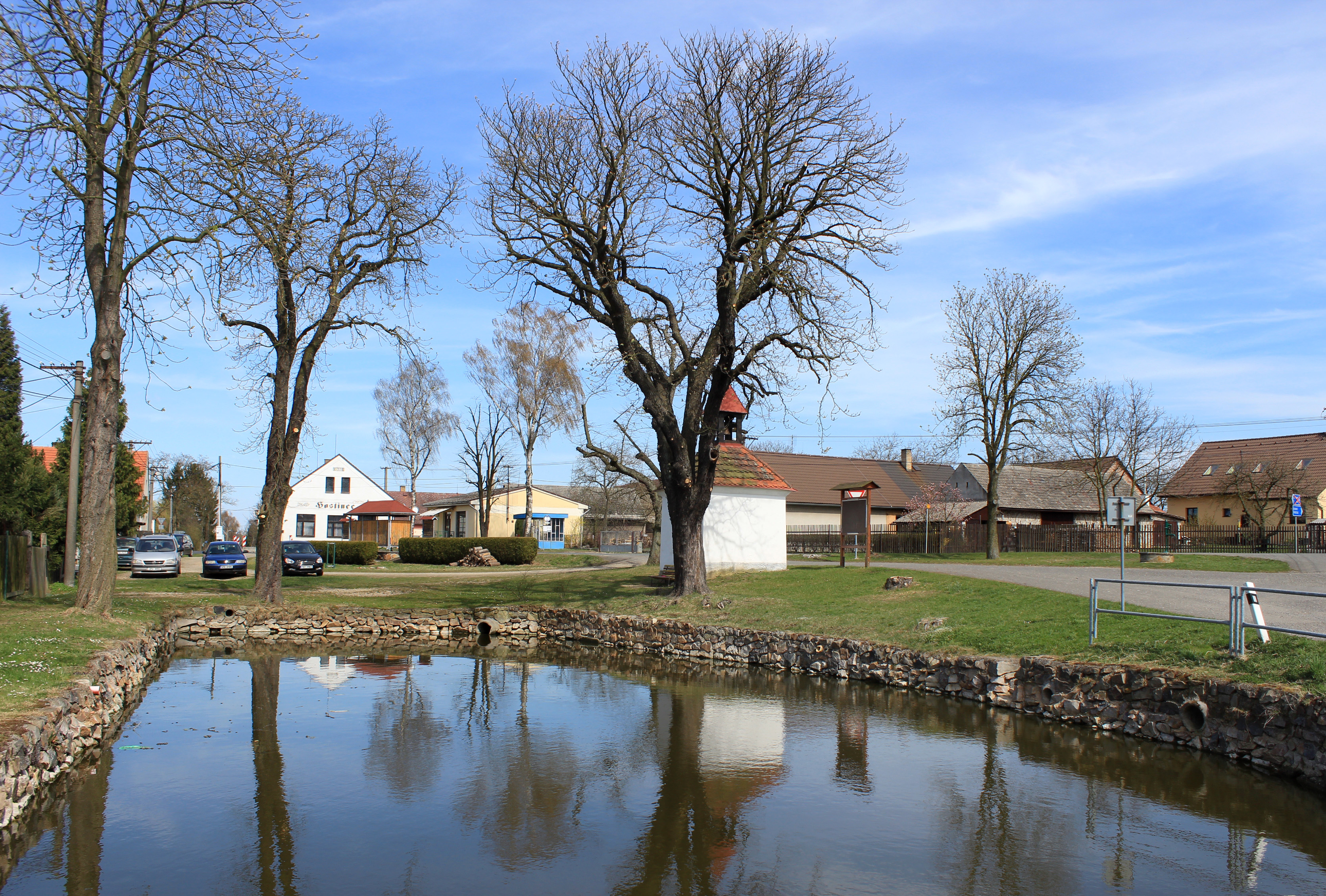
Návesní rybník